# Kerberos (vệ tinh)
Kerberos (còn gọi là S/2011 (134340) 1 hay P4) là một vệ tinh nhỏ của Sao Diêm Vương. Sự tồn tại của vệ tinh này được xác nhận vào ngày 20 tháng 7 năm 2011, khiến cho nó trở thành vệ tinh thứ tư của Sao Diêm Vương được phát hiện, đồng thời cũng là vệ tinh thứ tư [theo khoảng cách] tính từ vị trí của hành tinh lùn này.
Kerberos là một trong hai vệ tinh nhỏ nhất của Sao Diêm Vương cùng với Styx với chiều dài nhất khoảng 19 km (12 mi). Kerberos có suất phản chiếu cao tương đương các vệ tinh nhỏ khác của Sao Diêm Vương. Nguyên nhân được cho là do sự xuất hiện của băng trên bề mặt Kerberos. Vệ tinh này được đặt tên theo Kerberos, con chó ba đầu canh giữ cổng địa ngục của Pluto trong thần thoại La Mã.
Kerberos được New Horizons chụp cùng với Sao Diêm Vương và bốn vệ tinh khác vào tháng 7 năm 2015. Ngày 22 tháng 10 năm 2015, hình ảnh đầu tiên của Kerberos từ chuyến bay ngang qua (flyby) được công bố cho công chúng.

### Quỹ đạo

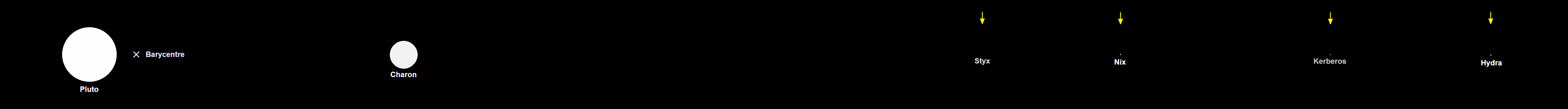
Sao Diêm Vương và các vệ tinh, bao gồm cả vị trí khối tâm (barycenter) của hệ Sao Diêm Vương. Kích thước và khoảng cách giữa các thiên thể theo tỷ lệ.

## Phát hiện và đặt tên

### Phát hiện

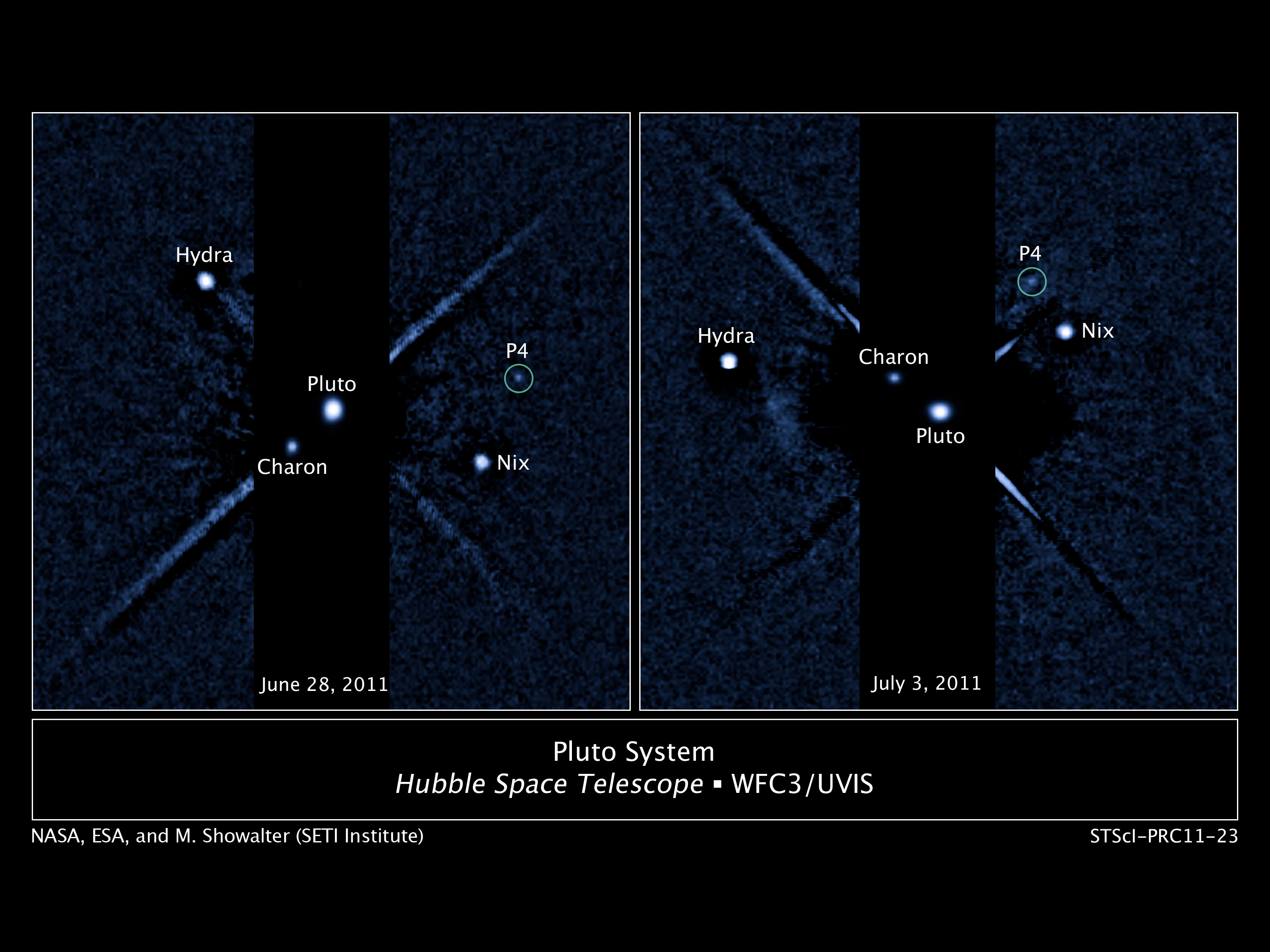
Hình ảnh chụp Kerberos bởi Kính viễn vọng không gian Hubble.

Kerberos được các nhà nghiên cứu của Đội tìm kiếm Thiên thể đồng hành với Sao Diêm Vương (Pluto Companion Search Team) phát hiện thông qua các hình ảnh của Kính viễn vọng không gian Hubble vào ngày 28 tháng 6 năm 2011 sử dụng Camera trường rộng 3 (Wide Field Camera 3) khi họ cố gắng tìm kiếm bất kỳ vành đai nào có thể tồn tại của Sao Diêm Vương. Các nhà nghiên cứu mong muốn việc tìm kiếm các vành đai có thể tồn tại của thiên thể này sẽ giúp New Horizons tránh thiệt hại khi con tàu đi qua hệ Sao Diêm Vương vào tháng 7 năm 2015. Các quan sát sâu hơn được thực hiện vào ngày 3 và 18 tháng 7 năm 2011 đã giúp xác nhận sự tồn tại của một vệ tinh mới, Kerberos, vào ngày 20 tháng 7 năm 2011. Sau đó, các nhà thiên văn đã dành thời gian quan sát các bức ảnh của Hubble chụp vào thời điểm trước khi khám phá ra Kerberos và nhận thấy vệ tinh này xuất hiện dưới dạng một vết mờ bị các gai nhiễu xạ (diffraction spike) che mất trong các bức ảnh chụp vào ngày 15 tháng 2 năm 2006 và ngày 25 tháng 6 năm 2010. Độ sáng của Kerberos chỉ bằng khoảng 10% độ sáng của Nix, do đó, vệ tinh này chỉ được phát hiện ra khi nhóm nghiên cứu dành ra khoảng 8 phút để phơi sáng các bức ảnh chụp hệ Sao Diêm Vương, trong khi các bức ảnh trước đó họ dành ra ít thời gian phơi sáng hơn. Kerberos có tên chính thức là S/2011 (134340) 1, và được gọi một cách không chính thức là P4.

### Đặt tên
Khi được phát hiện, định danh hành tinh vi hình của Kerberos là S/2011 (134340) 1 vì đây là vệ tinh (satellite, S) đầu tiên được phát hiện quay quanh hành tinh vi hình 134340 Pluto (định danh của Sao Diêm Vương) năm 2011. Ban đầu Kerberos được gọi là P4 vì đây là vệ tinh được phát hiện thứ tư của Sao Diêm Vương. Người ta quy ước sử dụng các tên gọi gắn với thần Pluto trong thần thoại để đặt tên cho các vệ tinh của Sao Diêm Vương.
Để quyết định tên cho P4 và P5, năm 2013, Mark R. Showalter và Viện SETI đã thay mặt cho nhóm nghiên cứu tiến hành một cuộc thăm dò trên Internet trong đó người tham gia sẽ bỏ phiếu cho những cái tên mà họ thấy thích. Người tham gia có thể bỏ phiếu cho những tên gọi gắn với thần Pluto hoặc đề xuất các tên gọi mới. Sau thông báo đầu, William Shatner, nam diễn viên đóng vai nhân vật James T. Kirk trong loạt phim Star Trek, đã đề xuất hai phương án "Vulcan" và "Romulus", nghĩa đen chỉ đến thần Vulcan (cháu trai của Pluto) và vua Romulus (người thành lập nên Roma) nhưng cũng ám chỉ đến hai hành tinh hư cấu Vulcan và Romulus trong vũ trụ Star Trek. Phương án "Romulus" bị loại vì đã có một vệ tinh mang tên đó, còn "Vulcan" thì giành chiến thắng trong cuộc thăm dò. "Cerberus" (con chó canh giữ cổng địa ngục của Pluto) đứng thứ hai, "Styx" (một nữ thần sông ở địa ngục) đứng thứ ba. Những cái tên này được gửi tới Liên đoàn Thiên văn Quốc tế. Tuy nhiên, "Vulcan" không được IAU chấp nhận vì đây không phải là tên của một vị thần cai quản địa ngục, đồng thời tên "Vulcan" cũng đã được sử dụng cho một hành tinh giả thuyết nằm giữa Mặt Trời và Sao Thủy, cũng như đã được sử dụng cho các vulcanoid. Tên "Cerberus" đã được dùng cho một tiểu hành tinh, 1865 Cerberus, nhưng tên Hy Lạp "Kerberos" thì IAU chấp nhận.
Vào ngày 2 tháng 7 năm 2013, IAU chính thức phê duyệt tên "Kerberos" cho P4 và "Styx" cho P5.
Tên gọi của các đặc trưng (feature) trên các thiên thể trong hệ Sao Diêm Vương phải liên quan đến thần thoại, văn học và lịch sử khám phá. Tương tự vậy, tên của các đặc trưng trên Kerberos phải liên quan đến loài chó trong thần thoại, văn học và lịch sử.
Định danh tạm thời của Kerberos không được các bên thống nhất. Định danh tạm thời của Kerberos do Liên đoàn Thiên văn Quốc tế đưa ra là S/2011 (134340) 1, trong khi định danh của Kerberos trên website của sứ mệnh New Horizons lại là S/2011 P 1.

## Các đặc điểm chính

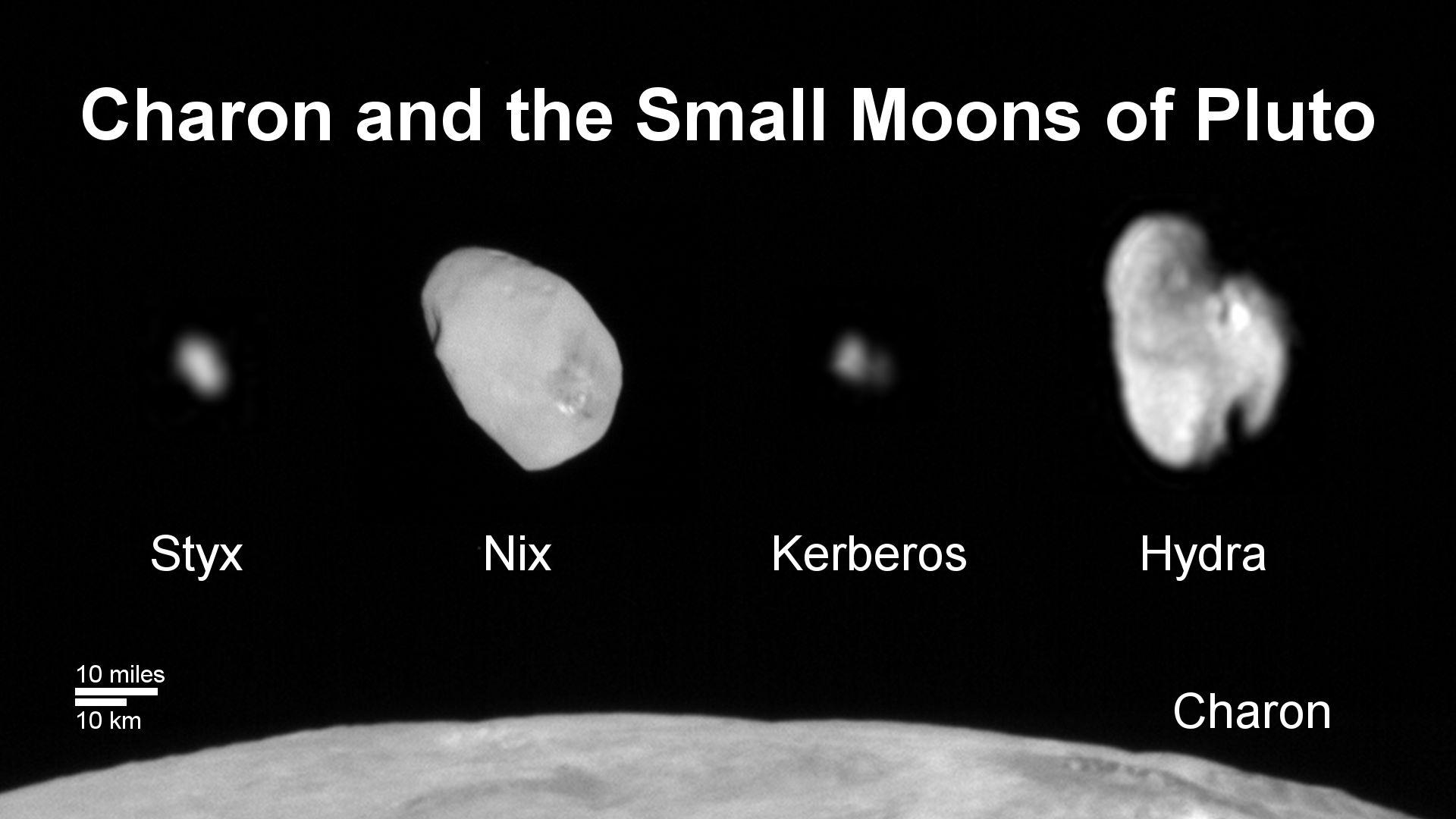
Các vệ tinh của Sao Diêm Vương với tỷ lệ gần đúng.